# George Lewis Young
Pour les articles homonymes, voir George Lewis (homonymie), George Young (homonymie), Lewis et Young.
George Lewis Young (né le 27 octobre 1922 à Grangemouth - mort le 10 janvier 1997) était un footballeur écossais dans les années 50. Il fait partie du Rangers FC Hall of Fame et du Scottish Football Hall of Fame, depuis 2005, lors de la deuxième session d'intronisation. Il fait aussi partie du Tableau d'honneur de l'équipe d'Écosse de football, où figurent les internationaux ayant reçu plus de 50 sélections pour l'Écosse, étant inclus dès la création de ce tableau d'honneur en février 1988.
Il jouait au poste de défenseur aux Glasgow Rangers et en équipe d'Écosse.
Young compte 53 sélections nationales et fut le premier à entrer dans le Hall of fame (qui regroupe les joueurs ayant au moins 50 sélections en équipe d'Écosse). Néanmoins il n'aura jamais disputé de phase finale de coupe du monde. En 1954 en Suisse il est blessé et en 1958 en Suède il n'est pas retenu par l'entraîneur Dawson Walker.